# 22 janvier en sport
22 décembre 22 février
Chronologies thématiques
- Croisades
- Ferroviaires
- Disney

Le 22 janvier (22e jour de l'année) en sport.

## Événements

### XIVesiècle
- 1397 :
  - (Jeu de paume) : ordonnance du prévôt de Paris qui rappelle l’interdiction de la pratique du jeu de paume notamment. Les joueurs ne tiennent aucun compte de cet interdit…

### XIXesiècle
- 1857 :
  - (Baseball) : première convention de clubs de baseball à New York à laquelle participent une douzaine de clubs de Brooklyn et de New York[1].
- 1862 :
  - (Saut à ski) : Première compétition de saut à ski organisée à Trysil (Norvège). Parmi les premiers sauteurs notoires, citons Sondre Norheim[2].
- 1883 :
  - (Cricket) : 2e des quatre test matches de la tournée australienne de l’équipe anglaise de cricket. L’Angleterre bat l’Australie par 27 runs.

### XXesièclede1901à1950
- 1910 :
  - (Rugby à XV /Tournoi) : à Édimbourg, la France rencontre pour la première fois l'Écosse. Le Tournoi des Cinq Nations est en marche.
- 1939 :
  - (Aviation): la Française Maryse Bastié termine un périple de vingt mille kilomètres au-dessus de l'Afrique.

### XXesièclede1951à2000
- 1956 :
  - (Compétition automobile /Formule 1) : Grand Prix automobile d'Argentine.
- 1973 :
  - (Boxe) : George Foreman écrase Joe Frazier et devient, à 25 ans, le champion du monde des lourds.
- 1982 :
  - (Compétition automobile /Rallye automobile) : arrivée du Rallye de Monte-Carlo.
- 1985 :
  - (Compétition automobile /Rallye-raid) : Zaniroli - Da Silva sur une voiture Mitsubishi, Rahier sur une moto BMW et Capito sur un camion Mercedes remportent chacun leur catégorie du rallye raid du Paris-Dakar.

### XXIesiècle
- 2002 :
  - (Natation) : Le nageur américain Ed Moses bat les records du monde des 50 et 200 m brasse en petit bassin, à Stockholm, en, respectivement, 26 s 28 et 2 min 03 s 28.
- 2006 :
  - (Basket-ball) : Kobe Bryant inscrit 81 points dans un match NBA contre les Raptors, second total historique.
- 2016 :
  - (Water-polo /Championnat d'Europe féminin) : l'équipe de Hongrie remporte pour la 3e fois le Championnat d'Europe de water-polo féminin[3].

## Naissances

### XIXesiècle
- 1870 :
  - Matteo Ceirano, pilote de courses automobile, homme d'affaires et ingénieur italien. († 19 mars 1941).
- 1885 :
  - Eugène Christophe, cycliste sur route français. Vainqueur de Milan-San Remo 1910, de Bordeaux-Paris 1920 et 1921 ainsi que de Paris-Tours 1920. († 1er février 1970).
  - Harold A. Wilson, athlète de demi-fond et de fond britannique. Champion olympique du 3 miles par équipes et médaillé d'argent du 1 500 m aux Jeux de Londres 1908. († 17 mai 1932).
- 1886 :
  - Robert Hennet, épéiste belge. Champion olympique par équipes aux Jeux de Stockholm 1912. († 2 juillet 1957).
- 1888 :
  - Marco Torrès, gymnaste français. Médaillé d'argent du concours général individuel et de bronze par équipes aux Jeux d'Anvers 1920. Champion du monde de gymnastique artistique du concours général individuel, par équipes et des anneaux puis médaillé d'argent des barres parallèles 1909, Médaillé d'argent du concours général par équipes et de la barre fixe aux Mondiaux de gymnastique artistique 1911, champion du monde de gymnastique artistique du concours général individuel, de la barre fixe et des anneaux puis médaillé d'argent du concours général par équipes et du cheval d'arçon 1913, Médaillé de bronze du concours général par équipes aux Mondiaux de gymnastique artistique 1922. († 15 janvier 1963).
- 1889 :
  - Henri Pélissier, cycliste sur route français. Vainqueur du Tour de France 1923, des Tours de Lombardie 1911, 1913 et 1920, de Milan-San Remo 1912, de Paris-Roubaix 1919 et 1921, de Bordeaux-Paris 1919 et de Paris-Tours 1922. († 1er mai 1935).
- 1895 :
  - Ali Neffati, cycliste sur route et sur piste tunisien. († 19 avril 1974).

### XXesièclede1901à1950
- 1902 :
  - Daniel Kinsey, athlète de haies américain. Champion olympique du 110 m haies aux Jeux de Paris 1924. († 27 juin 1970).
- 1906 :
  - Paolo Pedretti, cycliste sur piste italien. Champion olympique de la poursuite par équipe aux Jeux de Los Angeles 1932. († 22 février 1983).
  - Gusztáv Sebes, footballeur puis entraîneur hongrois. (1 sélection en équipe de Hongrie). Sélectionneur de l'équipe de Hongrie de 1949 à 1957, championne olympique aux Jeux d’Helsinki 1952. († 30 janvier 1986).
- 1907 :
  - Dixie Dean, footballeur anglais. (16 sélections en équipe d'Angleterre). († 1er mars 1980).
- 1909 :
  - Martha Norelius, nageuse américaine. Championne olympique du 400m nage libre aux Jeux de Paris 1924 et du 400m nage libre puis du relais 4 × 100m aux Jeux d'Amsterdam 1928. († 25 septembre 1955).
- 1913 :
  - Kalervo Toivonen, athlète de lancers finlandais. Médaillé de bronze du javelot aux Jeux de Berlin 1936. († 5 juillet 2006).
- 1915 :
  - Ole Berntsen, skipper danois. Médaillé de bronze en dragon aux Jeux de Londres 1948, d'argent aux Jeux de Melbourne 1956 et champion olympique aux Jeux de Tokyo 1964. († 26 mai 1996).
- 1916 :
  - Bill Durnan, hockey sur glace puis entraîneur canadien. († 31 octobre 1972).
- 1918 :
  - Elmer Lach, hockeyeur sur glace canadien. († 4 avril 2015).
- 1920 :
  - Alf Ramsey, footballeur puis entraîneur anglais. (32 sélections en équipe d'Angleterre). Sélectionneur de l'équipe d'Angleterre de 1963 à 1974 championne du monde de football 1966. († 28 avril 1999).
- 1931 :
  - Galina Zybina, athlète soviétique spécialiste du lancer de javelot et du poids. († 10 août 2024).
- 1932 :
  - Zora Folley, boxeur américain. († 9 juillet 1972).
- 1938 :
  - Altair, footballeur brésilien. Champion du monde de football 1962. (18 sélections en équipe du Brésil de football). († 9 août 2019).
  - Jean Taillandier, footballeur français. (3 sélections en équipe de France).
- 1939 :
  - Jean-Claude Tremblay, hockeyeur sur glace canadien. († 7 décembre 1994).
- 1942 :
  - Dimitrios Domazos, footballeur grec. († 24 janvier 2025).
- 1945 :
  - Arthur Beetson, joueur de rugby à XIII australien. Champion du monde de rugby à XIII 1968, 1975 et 1977(14 sélections en équipe d'Australie). Sélectionneur de l'équipe d'Australie en 1983. († 1er décembre 2011).
  - Jean-Pierre Nicolas, pilote de rallyes automobile français.
- 1946 :
  - Serge Savard, hockeyeur sur glace puis dirigeant sportif canadien.

### XXesièclede1951à2000
- 1953 :
  - Jürgen Pommerenke, footballeur puis entraîneur est-allemand puis allemand. Médaillé de bronze aux Jeux de Munich 1972. Vainqueur de la Coupe d'Europe des vainqueurs de coupe 1974. (53 sélections avec l'équipe d'Allemagne de l'Est).
- 1955 :
  - Sonja Morgenstern, patineuse artistique est-allemande puis allemande.
- 1957 :
  - Mike Bossy, hockeyeur sur glace canadien.
- 1958 :
  - Níkos Anastópoulos, footballeur puis entraîneur grec. (74 sélections en équipe de Grèce).
- 1959 :
  - Christian Lefort, pilote de courses automobile belge.
- 1961 :
  - Mike Hillardt, athlète de demi-fond australien.
- 1963 :
  - Andreï Tchmil, cycliste sur route soviético-belge. Vainqueur de Paris-Roubaix 1994, Paris-Tours 1997, Milan-San Remo 1999 et du Tour des Flandres 2000.
- 1966 :
  - Gaël Monthurel, handballeur puis entraîneur français. Médaillé de bronze aux Jeux de Barcelone 1992. Médaillé d'argent au Mondial de handball masculin 1993 puis champion du monde de handball masculin 1995. (253 sélections en équipe de France).
- 1967 :
  - Lionel Plumenail, fleurettiste français. Médaille d'argent en individuel aux Jeux d'Atlanta 1996 et champion olympique par équipes aux Jeux de Sydney 2000. Champion du monde d'escrime du fleuret par équipes 1997 et 1999. Champion d'Europe d'escrime du fleuret individuel 1996.
- 1968 :
  - Juan Barazi, pilote de courses automobile puis homme d'affaires danois.
  - Frank Lebœuf, footballeur puis consultant TV français. Champion du monde de football 1998. Champion d'Europe de football 2000. Vainqueur de la Coupe d'Europe des vainqueurs de coupe de football 1998. (50 sélections en équipe de France).
- 1970 :
  - Abraham Olano, cycliste sur route espagnol. Médaillé d'argent du contre la montre sur route aux Jeux d'Atlanta 1996. Champion du monde de cyclisme sur route 1995 et du contre la montre sur route 1998. Vainqueur du Tour d'Espagne 1998.
- 1971 :
  - Markus Baur, handballeur allemand. Médaillé d'argent aux Jeux d'Athènes 2004. Champion du monde de handball 2007. Champion d'Europe de handball 2004. Vainqueur de la Coupe EHF 2006. (228 sélections en équipe d'Allemagne).
- 1972 :
  - Yves Demaria, pilote de motocross français. Champion du monde de motocross MX3 2004, 2006 et 2007.
  - Cédric Lyard, cavalier de concours complet français. Champion olympique par équipe aux Jeux d'Athènes 2004.
- 1977 :
  - Rachael Grinham, joueuse de squash australienne. Championne du monde de squash féminin 2007. Victorieuse des British Open féminin 2003, 2004, 2007 et 2009 puis de l'US Open de squash féminin 2006.
  - Hidetoshi Nakata, footballeur japonais.
- 1978 :
  - Robert Esche, hockeyeur sur glace américain.
- 1982 :
  - Liane Bahler, cycliste sur route allemande. († 4 juillet 2007).
  - Fabricio Coloccini, footballeur italo-argentin. Champion olympique aux Jeux d'Athènes 2004. (40 sélections avec l'équipe d'Argentine).
  - Peter Jehle, footballeur liechtensteinois. (132 sélections en équipe du Liechtenstein).
  - Martin Koch, sauteur à ski autrichien. Champion olympique par équipe aux Jeux de Turin 2006. Champion du monde de ski nordique au saut à ski par équipes 2009 puis champion du monde de ski nordique du saut à ski par équipes au grand et au petit tremplin 2011. Champion du monde de vol à ski par équipes 2008, 2010 et 2012.
- 1984 :
  - Ubaldo Jiménez, joueur de baseball dominicain.
  - Dennis Kimetto, athlète de fond kényan. Détenteur du record du monde du marathon du 28 septembre 2014 au 16 septembre 2018.
  - Leon Powe, basketteur américain.
- 1985 :
  - Ben Hanley, pilote de courses automobile britannique.
  - Kévin Lejeune, footballeur français.
  - Mohamed Sissoko, footballeur franco-malien. Vainqueur de la Coupe UEFA 2004. (34 sélections avec l'équipe du Mali).
  - Adrian Ungur, joueur de tennis roumain.
- 1987 :
  - Shane Long, footballeur irlandais. (85 sélections en équipe de république d'Irlande).
- 1988 :
  - Piula Faasalele, joueur de rugby à XV néo-zélandais et samoan. (21 sélections avec l'équipe des Samoa).
  - Isabel Kerschowski, footballeuse allemande. Championne olympique aux Jeux de Rio 2016. Victorieuse de la Ligue des champions 2010. (21 sélections en équipe nationale).
  - Greg Oden, basketteur américain.
  - Vincent Rüfli, footballeur suisse. (1 sélection en équipe de Suisse).
  - Marcel Schmelzer, footballeur allemand. (16 sélections en équipe d'Allemagne).
  - Xavier Silas, basketteur américain.
- 1989 :
  - Ugo Legrand, judoka français. Médaillé de bronze des -73 kg aux Jeux de Londres 2012. Champion du monde de judo par équipes et médaillé de bronze des -73 kg 2011 puis d'argent des -73 kg 2013. Médaillé de bronze des -73 kg aux CE de judo 2011, champion d'Europe de judo des -73 kg 2012 puis médaillé d'argent des -73 kg aux CE de judo 2014.
- 1990 :
  - Alizé Cornet, joueuse de tennis française. Victorieuse de la Fed Cup 2019.
  - Natalia Cukseeva, volleyeuse allemande. (15 sélections en équipe nationale).
- 1992 :
  - Vincent Aboubakar, footballeur camerounais. Champion d'Afrique de football 2017. (99 sélections en équipe du Cameroun).
  - Benjamin Jeannot, footballeur français.
  - Kristoffer Løkberg, footballeur norvégien.
- 1993 :
  - Johan Aliouat, joueur de rugby à XV franco-algérien. (3 sélections avec l'équipe d'Algérie).
  - Rio Haryanto, pilote de Formule 1 indonésien.
  - Tomás Lavanini, joueur de rugby à XV argentin. (81 sélections en équipe d'Argentine).
  - Travis Trice, basketteur américain.
- 1995 :
  - Markus Eisenschmid, hockeyeur sur glace canadien.
- 1996 :
  - Angus Gunn, footballeur anglo-écossais. (6 sélections avec l'équipe d'Écosse).
- 1997 :
  - Mirko Garčević, joueur de rugby à XV monténégrin.
- 1998 :
  - Pedro Pereira, footballeur portugais.
- 1999 :
  - Brian Ochoiski, joueur de snooker français.

### XXIesiècle
- 2001 :
  - Strahinja Eraković, footballeur serbe.
- 2002 :
  - Yanis Cimignani, footballeur français.
  - Caitlin Clark, basketteuse américaine.
  - Herman Geelmuyden, footballeur norvégien.
- 2004 :
  - David Tufekčić, footballeur norvégien.

## Décès

### XXesièclede1901à1950
- 1945 :
  - Young Perez, 33 ans, boxeur tunisien. Champion du monde de boxe poids mouches de 1931 à 1932. (° 20 mars 1911).
- 1946 :
  - Allen Lard, 79 ans, golfeur américain. Médaillé de bronze par équipes aux Jeux de Saint-Louis 1904. (° 6 août 1866).
- 1949 :
  - Henry Slocum, 86 ans, joueur de tennis américain. Vainqueur des US Open 1888 et 1889. (° 28 mai 1862).

### XXesièclede1951à2000
- 1951 :
  - Harald Bohr, 63 ans, footballeur puis mathématicien danois. Médaillé d'argent aux Jeux de Londres 1908. (4 sélections en équipe du Danemark). (° 22 avril 1887).
  - Lawson Robertson, 67 ans, athlète de sprint, de sauts puis entraîneur américain. Médaillé de bronze de la hauteur sans élan aux Jeux de Saint-Louis 1904. (° 24 septembre 1883).
- 1954 :
  - Ernest Friderich, 67 ans, pilote de courses automobile français. (° 23 octobre 1886).
- 1955 :
  - Jonni Myyrä, 62 ans, athlète de lancer finlandais. Champion olympique du javelot aux Jeux d'Anvers 1920 et aux Jeux de Paris 1924 en 1924. (° 13 juillet 1892).
- 1959 :
  - Mike Hawthorn, 29 ans, pilote de F1 et d'endurance britannique. Vainqueur des 24 Heures du Mans 1955. Champion du monde de Formule 1 1958. (3 victoires en Grand Prix). (° 10 avril 1929).
  - Elisabeth Moore, 82 ans, joueuse de tennis américaine. Victorieuse des US Open 1896, 1901, 1903 et 1905. (° 5 mars 1876).
- 1960 :
  - Alphonse Steinès, 86 ans, journaliste sportif français. Inspirateur du parcours du Tour de France. (° 25 août 1873).
- 1963 :
  - József Nagy, 70 ans, footballeur puis entraîneur hongrois. Sélectionneur de l'équipe de Suède de 1924 à 1927. (° 15 octobre 1892).
- 1965 :
  - Gilbert Lavoine, 43 ans, boxeur français. (° 3 février 1921).
- 1968 :
  - Duke Kahanamoku, 77 ans, nageur américain. Champion olympique du 100m nage libre et médaillé d'argent du 4×200m nage libre aux Jeux de Stockholm 1912, champion olympique du 100m nage libre et du relais 4×200m nage libre puis médaillé d'argent du 100m nage libre aux Jeux de paris 1924. (° 24 août 1890).
- 1979 :
  - Frans de Bruijn Kops, 92 ans, footballeur néerlandais. Médaillé de bronze aux Jeux de Londres 1908. (3 sélections en équipe des Pays-Bas). (° 28 octobre 1886).

### XXIesiècle
- 2005 :
  - César Gutiérrez, 61 ans, joueur de baseball vénézuélien. (° 26 janvier 1943).
- 2007 :
  - Emmanuel de Graffenried, 92 ans, pilote de F1 suisse. (° 18 mai 1914).
  - Ramón Marsal Ribó, 72 ans, footballeur espagnol. Vainqueur de la Coupe des clubs champions 1956. (1 sélection en équipe d'Espagne). (° 12 décembre 1934).
- 2008 :
  - Lance Clemons, 60 ans, joueur de baseball américain. (° 6 juillet 1947).
  - Anders Olofsson, 55 ans, pilote de courses automobile d'endurance suédois. (° 31 mars 1952).
- 2010 :
  - Betty Wilson, 88 ans, joueur de cricket australienne. (11 sélections en test cricket). (° 21 novembre 1921).
- 2011 :
  - Virgil Akins, 82 ans, boxeur américain. Champion du monde de boxe poids welters du 6 juin 1958 au 5 décembre 1958. (° 10 mars 1928).
- 2012 :
  - Joe Paterno, 85 ans, joueur de foot US puis entraîneur américain. (° 21 décembre 1926).